# Getronics
Getronics — компания, предоставляющая услуги на рынке IT-услуг. В прошлом организация была известна под именем Getronics PinkRoccade. В 2007 году Getronics была выкуплена нидерландским телекоммуникационным гигантом KPN.

## Groeneveld, Groenpol
В 1887 году в Амстердаме была основана компания «Elektrotechnische Fabriek N.V.» под руководством van Groeneveld, Van der Pol & Co. Компания занималась электротехническими инсталляциями преимущественно в судостроительном бизнесе. После Второй мировой войны был основан холдинг «Technisch Verkoop Kantoor Groenpol» в качестве отдельной ветви бизнеса. В 1965 году имя компании было изменено на Groenpol NV, а имя холдинга, отвечавшего за дистрибуцию, на Groenpol Industriële Verkoop.

## PinkRoccade
Прародителем PinkRoccade являлась организация Rijkscentrale Mechanische Administratie, основанная в 1950 году Виллемом Яном Мюрингом. Впоследствии название было изменено на Rijks Computer Centrum (сокращённо — RCC, рус. Государственный компьютерный центр). После приватизации в 1990-х годах спектр предоставляемых услуг был значительно расширен и диверсифицирован. В 2003 году, незадолго до волны увольнений, в PinkRoccade на постоянной основе работало 8700 человек.
Приватизация прошла в несколько этапов, включавших следующие события:
1. Внутренние процессы (после реорганизации из государственной компании в акционерное общество организация должна была высчитывать НДС. Далее пришлось искать возможности сокращения расходов);
2. Диверсификация продуктов и услуг посредством внутреннего и внешнего роста;

Внешний рост был достигнут с помощью слияний и приобретений новых компаний. RCC купила компании Maatschappij voor Informatica Diensten и Bouwfonds Informatica. В результате слияния RCC с «Bouwfonds Informatica» новым названием компании было выбрано Roccade. После приобретения Pink Elephant появилась компания PinkRoccade.
PinkRoccade первой в Нидерландах приняла на вооружение ITIL, способ организации работы подразделений или компаний, занимающихся предоставлением услуг в области информационных технологий. В 2001 году компания разработала метод для администрирования программ и приложений под названием Application Services Library. Сегодня продолжение разработки метода ведется организацией ASL Foundation.
Незадолго до слияния с Getronics Нидерландское государство владело 25,8 % акций PinkRoccade.

## Geveke, Getronics
В 1968 году произошло слияние Groenpol NV с акционерным обществом Geveke NV. Новым названием было выбрано Geveke & Groenpol NV.
В 1970 году холдинг SHV Holdings купил Geveke & Groenpol NV.
В 1972 году Groenpol Industriële Verkoop частично приобрела техническую компанию Koopman & Co, благодаря чему GIV вышла на рынок продаж периферийной аппаратуры для компьютеров. На тот момент филиалы компании находились в Бельгии, Франции и Германии.
В 1972 году компания также сменила название на Geveke Electronics.
В 1976 году начались продажи и предоставление услуг на рынке электросвязи. Через год в перечень предоставляемых услуг официально было добавлено техническое обслуживание третьим лицам.
В 1983 году произошел финансируемый выкуп: холдинг SHV снизил уровень владения акций компании до 50 %. В 1988 году имя компании изменилось на Getronics.
Двумя наиболее важными и самыми успешными видами деятельности были
- Прокладка сетей;
- Техническое обслуживание компьютерных систем за меньшие деньги по сравнению с их производителем.

В 1985 году Getronics дебютировала на бирже. Позднее была выкуплен ряд небольших предприятий. Амбиции компании продолжали расти, и в 1999 году с помощью займа была выкуплена Wang, благодаря чему Getronics попал на рынок США, где намеревался стать лидером на рынке. Wang активно работала в 42 странах. Таким образом Getronics могла проще обслуживать больших клиентов.
Однако на рынке IT разразился кризис, и в 2003 году Getronics рисковала оказаться банкротом. Это произошло из-за безуспешной интеграции в Wang, выкупившей Olivetti Services. Однако после сброса балласта в форме продажи компании Raet угрозу удалось миновать.

## KPN
После слияния Getronics с PinkRoccade, произошедшего 14 марта 2005 года, находящиеся в Нидерландах филиалы компании были объединены в закрытое общество с ограниченной ответственностью под названием "Getronics PinkRoccade", являющейся частью мирового концерна Getronics, насчитывавшего на начало 2007 года примерно 24 000 работников в более чем 25 странах. 13 октября 2008 года название Getronics PinkRoccade было сокращено до международно более известного Getronics.
Управление компании имело большие планы и попыталось выкупить американскую компанию Compucom, выросшую в прошлом из IT-ветви General Electric. Однако в тот же период в Италии разразился скандал из-за обвинений в мошенничестве итальянского отделения Getronics, что ослабило позиции компании.
В 2007 году различные стороны выразили желание купить компанию. Среди них были KPN, Capgemini и неназванная американская организация. 17 октября 2007 году было объявлено о заключении сделки с KPN.
1 декабря 2008 года произошла продажа подразделения Business Application Services. Последние 800 работников, работавших с местным правительством и в секторе здравоохранения, перешли в компанию Total Specific Solutions, которая в том же году уже успела перекупить Everest у Getronics.
31 марта 2009 года было объявлено о сокращении персонала на 1400 работников.

## AURELIUS Group
1 мая 2012 года Getronics стала частью немецкого холдинга AURELIUS Group.

## Акции
Getronics была представлена на Midkap в Амстердаме под тикетом 23dGET. 2 августа 2006 года публикация отчета за первую половину года привела к падению курса акции компании на 23,54 %. После эмиссии 90 миллионов акций, произведённой в 2004 году, и неудовлетворительных результатов 2006 года директором Getronics не исключалась очередная эмиссия и возможное слияние.
Появление кандидатов на приобретение компании привело к росту акций компании в июле 2007 года. 30 июля 2007 года KPN внесла предложение на 766 миллионов евро или 6,25 евро за акцию Getronics. С 12 декабря 2007 года Getronics больше не представлена на бирже.